# Veliki Okič
Veliki okič je naselje v Občini Videm.